# Martin e Julia
Martin e Julia (Tur & retur) è un film del 2003 diretto da Ella Lemhagen. I protagonisti sono interpretati dalla stessa attrice, Amanda Davin, mentre compare anche in veste di sé stesso il musicista Robert Wells.

## Trama
Martin e Julia sono due ragazzi undicenni, figli di genitori separati, che si conoscono per caso in un aeroporto per raggiungere l'uno il padre, l'altra la madre in procinto di risposarsi. Entrambi si accorgono di essere molto simili nell'aspetto fisico e decidono così di scambiarsi i ruoli in quanto non desiderano in realtà raggiungere i loro genitori. Così Martin finisce a Malmö con la nuova famiglia di Kicki, la madre di Julia, mentre quest'ultima arriva in un paesino della Finlandia dal padre di Martin.
I genitori notano qualcosa di diverso nei loro figli, dal vestiario al loro carattere: Martin normalmente è un ragazzo tranquillo, amante della musica e del pianoforte, mentre Julia è una ragazza ribelle, dal carattere forte.
Martin conosce Mia, la figlia di Peter, l'uomo che Kicki sta per sposare, anche se inizialmente i rapporti non sono facili, dato che precedentemente Julia l'aveva offesa; Julia conosce Torkel, il padre di Martin, che vive insieme a sua madre che si rende subito conto che il nipote non è Martin, ma non viene creduta. Piano piano i due ragazzi cercano di adattarsi agli ambienti e alcune volte cercano di sentirsi al telefono. Intanto Julia scopre che Torkel è innamorato di un'altra donna, mentre Martin, ormai legatosi con Mia, vede che Kicki è decisa a sposare Peter, anche se non sembra per puro amore. Il giorno del matrimonio, Martin rivela la sua identità e il piano escogitato da Julia e a quel punto Kicki non vuole più sposarsi senza la figlia; anche Julia rivela tutto a Torkel e conferma quanto detto dalla nonna.
I ragazzi alla fine si ritrovano all'aeroporto da cui erano partiti insieme a Torkel e Kicki, dove incontrano anche i loro ex partner.

## Distribuzione
- 25 dicembre 2003 in Svezia (Tur & retur)
- 29 maggio 2004 in Canada
- 17 ottobre 2004 negli Stati Uniti (Immediate Boarding)
- 22 aprile 2005 in Finlandia (Meno & paluu)
- 23 luglio 2005 a Hong Kong